# Millardia kondana
Millardia kondana — вид гризунів з родини мишевих, ендемік Індії.

## Морфологічна характеристика
Довжина голови і тулуба від 150 до 180 мм, довжина хвоста від 110 до 158 мм, довжина лапи від 27 до 32 мм, довжина вух від 16 до 22 мм. Волосяний покрив м'який. Верхня частина темно-коричнева. Черевні частини сірувато-білі. Вуха відносно невеликі. Хвіст коротший за голову і тулуб, усипаний рідкісними дрібними волосками, зверху темний, а знизу сіруватий.

## Середовище проживання
Цей вид відомий лише на рівнинах Сінггарх, поблизу Пуни, в індійському штаті Махараштра. Мешкає в тропічних і субтропічних сухих листяних лісах і в тропічних хащах на висоті близько 1270 метрів.

## Спосіб життя
Це нічний і рийний вид.